# Perusia elegans
Perusia elegans là một loài bướm đêm trong họ Geometridae.